# Jérémy Blasco
Jérémy Damien Blasco (Bayona, 12 de febrero de 1999) es un futbolista francés que juega de defensa en el Radomiak Radom de la Ekstraklasa.

## Trayectoria
Nacido en Bayona, se formó en la cantera del Aviron Bayonnais antes de unirse a la de la Real Sociedad en 2010. En julio de 2020, siendo ya miembro de la Real Sociedad "B", renovó por dos temporadas.
Al término de la temporada 2020-21, el 23 de mayo, logró el ascenso a la Segunda División tras vencer en la eliminatoria definitiva al Algeciras C. F. El 14 de agosto de 2021 debutó en la categoría ante el C. D. Leganés en una victoria por un gol a cero. Disputó más de 3000 minutos, en un total de 40 partidos, en los que anotó un gol.
El 8 de julio de 2022 firmó por la S. D. Huesca por dos años con opción a un tercero. Después de esas tres campañas dejó la entidad oscense y se marchó a Polonia para jugar en el Radomiak Radom.

## Clubes
| Club              | País    | Año       | Partidos (goles) |
| ----------------- | ------- | --------- | ---------------- |
| Real Sociedad "C" | España  | 2017-2019 | 48 (3)           |
| Real Sociedad "B" | España  | 2019-2022 | 39 (3)           |
| S. D. Huesca      | España  | 2022-2025 | 96 (2)           |
| Radomiak Radom    | Polonia | 2025-     |                  |